# 天主教基本戈教區
天主教基本戈教區（拉丁語：Dioecesis Kibungensis）是盧旺達一個羅馬天主教教區，屬基加利總教區。
教區成立於1968年9月5日，位於該國東部省南部。2006年有教友412,148人（佔轄區總人口44.0%）、十二個堂區、卅五名司鐸。教區主教現時出缺，榮休主教為費德廉·魯布埃詹加和基齊托·巴胡吉米希戈。